# François Périer
François Périer (París, França; 10 de novembre de 1919-Ibidem; 29 de juny de 2002) va ser un actor teatral i cinematogràfic de nacionalitat francesa.

## Biografia
El seu veritable nom era François Gabriel Marie Pillu, i va néixer a París, França. Es va formar amb el Curs Simon i va estudiar en el Conservatori Nacional Superior d'Art Dramàtic en el mateix any que Gérard Oury i Bernard Blier.
Périer va debutar en el teatre i al cinema en 1938. Amb els papers de simpàtic homosexual en Hôtel du Nord, de Marcel Carné (1939), i de jove tímid i divertit en L'Entraîneuse, d'Albert Valentin (1940), es va imposar a la fi de la dècada de 1940 com un actor d'una gran expressivitat, actuant en films com Un revenant, de Christian-Jacque (1946), o Le silence est d'or, de René Clair (1947). Va ser intèrpret tant de l'univers poètic de Jean Cocteau en Orphée (1950), com del realisme màgic de Federico Fellini en Les nits de Cabiria (1957). En 1956 va ser Coupeau, l'obrer invàlid i alcohòlic de Gervaise. Amb la maduresa va encarnar a personatges ombrívols, inquietants i complexos, com els comissaris de Le Samouraï (1967) i de Police Python 357 (1976), el fiscal de Z (1969), un cap de nightclub en Le Cercle rouge (1970), o l'advocat eficaç i omnipresent de Stavisky en la cinta Stavisky (1973).
Paral·lelament, va seguir una important carrera teatral en la qual va treballar tant amb el repertori de Molière, com amb el teatre contemporani de Jean-Paul Sartre, Félicien Marceau o Jean Anouilh, o amb el teatre del gènere boulevard de Marcel Achard, André Roussin i Françoise Dorin.
Casat amb l'actriu Jacqueline Porel en 1941, va ser el pare de la periodista Anne-Marie Périer, de Jean-Pierre Périer, ajudant de direcció de Costa-Gavras (Compartiment tueurs) i Anatole Litvak (La nit dels generals), i de Jean-Marie Périer, cèlebre fotògraf de l'època yeyé.
Divorciat en 1947, es va casar en 1949 amb l'actriu Marie Daëms, de la qual es va separar en 1959. Es va casar una tercera vegada en 1961, en aquesta ocasió amb Colette Boutouland, la seva última esposa.
François Périer va morir en 2002 a París, i va ser enterrat en el Cementiri de Passy al costat de l'actriu Réjane, àvia de la seva primera esposa.
L'any 2005 va rebre el Premi Brigadier d'Honor a títol pòstum com a homenatge al conjunt de la seva carrera.

## Condecoracions
Commandeur de l'ordre des Arts et des Lettres.